# AGM-130
El AGM-130 es un misil aire-superficie estadounidense diseñado para realizar ataques de largo alcance contra blancos enemigos de gran valor. Básicamente es una versión propulsada por cohete de la bomba guiada GBU-15, el motor cohete incrementa la distancia de lanzamiento y por tanto ofrece al avión que sirve como plataforma de lanzamiento protección contra cualquier defensa que pueda estar protegiendo el blanco. El cazabombardero F-15E puede portar dos de estas armas.
El arma utiliza un sistema de guiado de navegación inercial complementado por un sistema de posicionamiento global (GPS). Puede ser controlada en vuelo; la cabeza de guiado del arma proporciona una imagen visual del blanco al avión que la lanza a través de enlace de datos AXQ-14, permitiendo que el oficial de armas la dirija hacia el blanco, o bien dejar que el arma se dirija al objetivo por sí sola. El arma puede cambiar de blanco una vez lanzada simplemente indicándole otro blanco. El AGM-130 es un arma de gran precisión, y está destinada a ser usada contra blancos de alto valor que se encuentren tanto en movimiento como en una posición fija.